# Blaník
Blaník – dwa skalne szczyty Velký Blaník (638 m n.p.m.) i Malý Blaník (564 m n.p.m.) w Czechach. U stóp Blaníka znajduje się wieś Louňovice pod Blaníkem. Góra występuje w wielu legendach i tekstach literackich, m.in. w Blanickich rycerzach Aloisa Jiráska. Według nich góra jest miejscem snu świętego Wacława i jego rycerzy, którzy przyjdą na pomoc narodowi czeskiemu w najtrudniejszych chwilach.